# 甲山寺 (岡崎市)

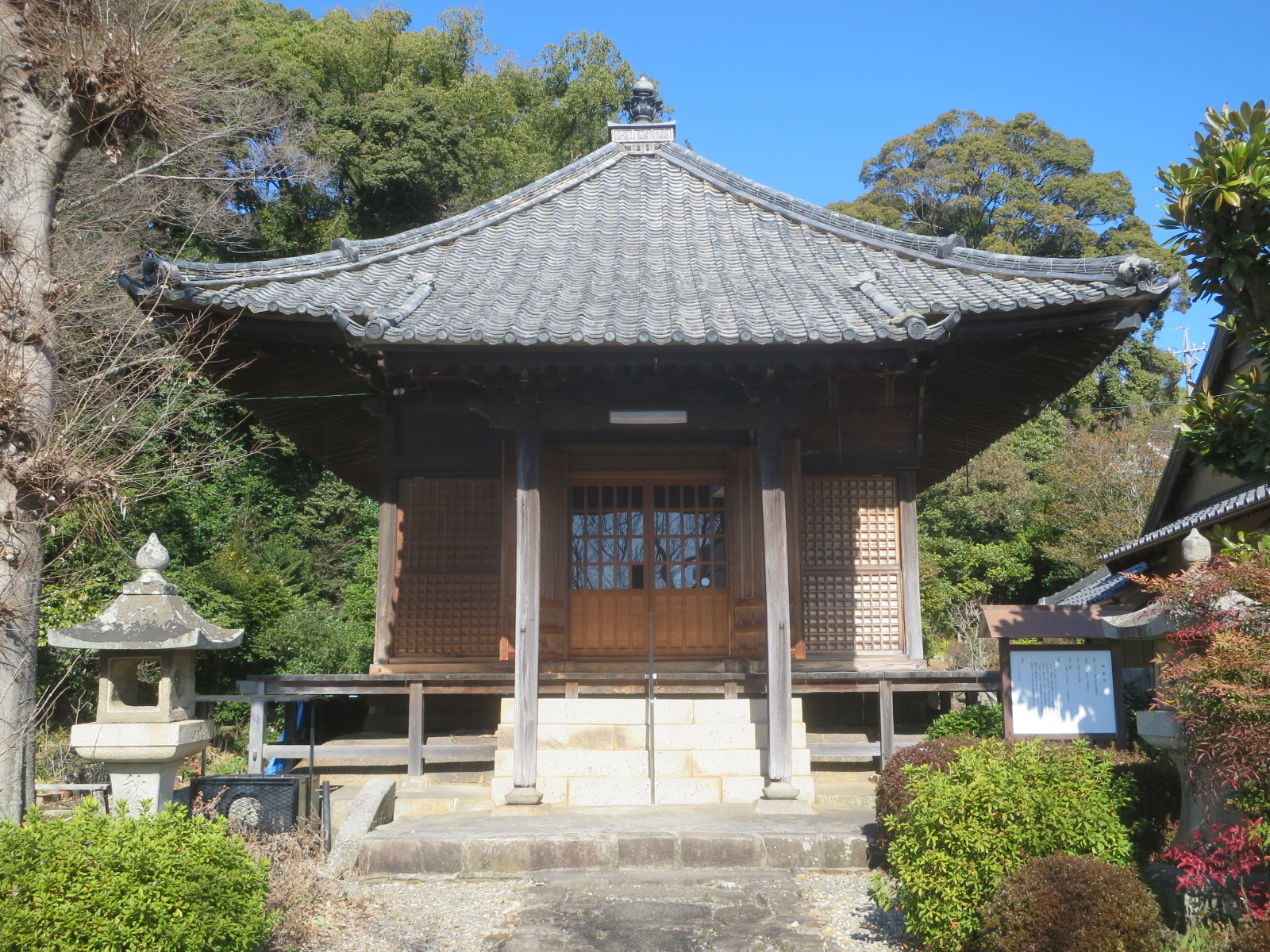
甲山寺本堂の東側にある秋葉堂

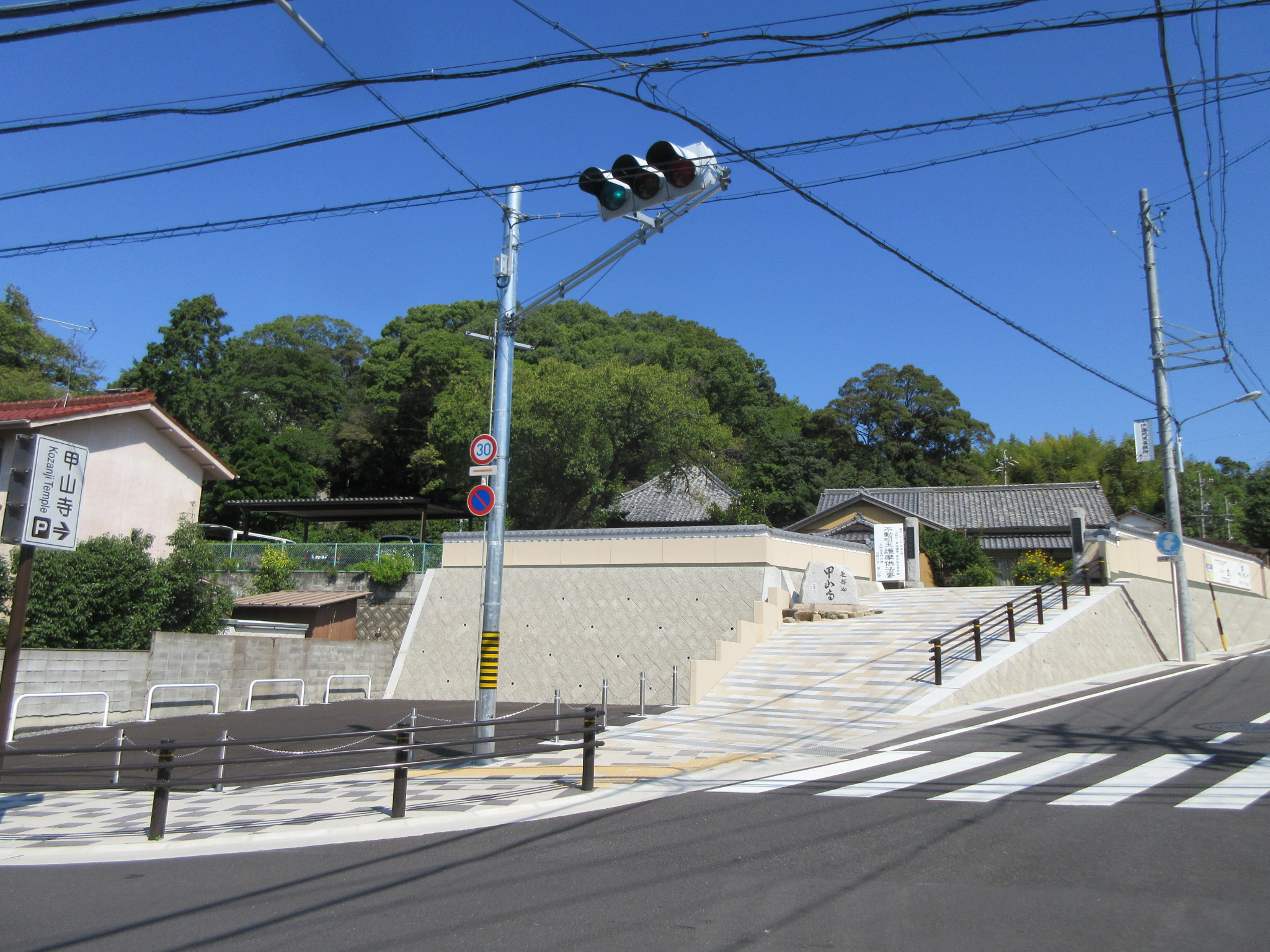
入口

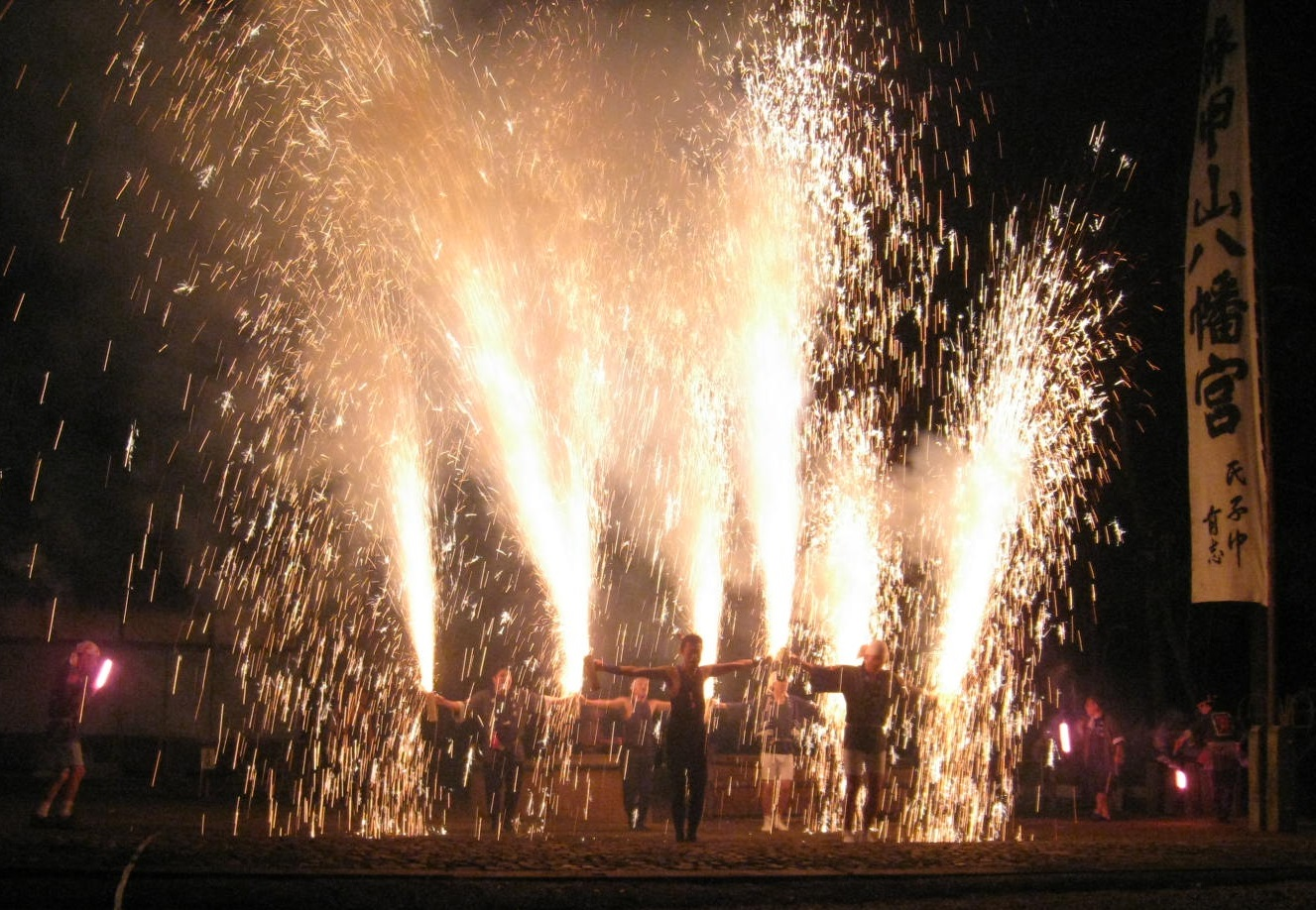
甲山八幡宮の奉納手筒花火

甲山寺（こうざんじ）は、愛知県岡崎市六供町にある天台宗の寺院。戦国時代に岡崎城鬼門の守護として建てられた。

## 概要
享禄3年（1530年）、松平清康は安城より薬師堂とその六坊を岡崎城鬼門の守護としてこの地に移した。その後、松平広忠は子のないことを憂い、鳳来寺の薬師山に祈願して天文11年（1542年）12月26日、男子を授かった。広忠はこれを機にここを松平家の祈願所と定め、天文13年（1544年）、和田村法性寺の六坊を移転し、新たに護摩堂を建立し当山の総本山とした。これが創建の年とされる。
慶長8年（1603年）3月、徳川家康は本堂を再建し、同年8月18日、朱印地250石（六名村内六供領150石、菅生村内大日領17石、八幡領13石、護摩領17石）を寄附した。
元禄15年（1702年）から元禄16年（1703年）にかけて、徳川綱吉が本堂を再建した。これに伴い諸大名が不動二童子、十二天立像を寄進した。本堂は桁行五間、梁間五間、桟瓦葺の禅宗様式である。江戸時代は東円坊・定光坊・密祥坊・多宝坊・極楽坊・花蔵坊の六坊となり、江戸の寛永寺の末寺となった。
延享元年（1774年）、甲山寺一山の多宝坊の一角（現在の岡崎市民会館の駐車場）に堂宇が建立。明治12年（1879年）、この堂宇は極楽坊境内に移転建立され、現在は秋葉堂と呼ばれる。

## 文化財
以下の物件が市の文化財に指定されている。
| 指定名称                        | 種別   | 時代           | 指定年月日                 |
| ------------------------------- | ------ | -------------- | -------------------------- |
| 甲山寺本堂（護摩堂）（附 棟札） | 建造物 | 1702年～1703年 | 2003年（平成15年）12月20日 |
| 絹本著色両界曼荼羅図            | 絵画   | 室町時代       | 2003年（平成15年）12月20日 |
| 絹本著色十二天像                | 絵画   | 室町時代       | 2003年（平成15年）12月20日 |
| 木造大日如来坐像                | 彫刻   | 平安時代後期   | 2003年（平成15年）12月20日 |
| 木造十二天立像                  | 彫刻   | 1702年         | 2003年（平成15年）12月20日 |

## 備考
甲山寺が管理または所有する甲山第1号墳（約706平方メートル）が1972年（昭和47年）7月5日に市の文化財に指定されている。
寺の北側にある甲山八幡宮では毎年10月初旬に例大祭が行われる。地元の若衆（六甲連）による奉納手筒花火が現在も続いている。

## 交通手段
- 名鉄バス：市民病院方面「籠田公園前」停留所下車、北へ約300メートル。